# Corinna Harfouch
Pour les articles homonymes, voir Harfouch.
Corinna Harfouch [koˈʁɪna haʁˈfʊx] , née Corinna Meffert le 16 octobre 1954 à Suhl en Thuringe, est une actrice allemande.

## Biographie
Corinna Meffert exerce un temps le métier d'infirmière avant d'entamer à vingt-trois ans une carrière de comédienne. Au théâtre, elle a repris de façon inattendue le rôle de Curd Jurgens dans Le Général du Diable d'après Carl Zuckmayer.
Elle est élue membre de l'Académie des arts de Berlin en 2001.

### Vie privée
Son premier mari, Nabil Harfouch, est un scientifique syrien avec qui elle a eu une fille. En 1985, elle épouse Michael Gwisdek avec qui elle a deux fils, Johannes et Robert.

## Filmographie
- 1986 : La Maison du fleuve de Roland Gräf
- 1987 : Le Petit Procureur (de) (Der kleine Staatsanwalt) de Hark Bohm
- 1988 : La Comédienne (Die Schauspielerin) de Siegfried Kühn
- 1989 : Le Rendez-vous de Travers (Treffen in Travers) de Michael Gwisdek
- 1992 : Le Mystère de la salle d'ambre jaune (Die Spur des Bernsteinzimmers) de Roland Gräf
- 1994 : Charlie et Louise de Joseph Vilsmaier de Joseph Vilsmaier
- 1994 : Les Années du mur de Margarethe von Trotta
- 1997 : Paradis express de Thomas Jahn
- 1997 : Sexy Sadie de Matthias Glasner
- 1998 : Solo für Klarinette (de) de Nico Hofmann (de)
- 1999 : Der grosse Bagarozy de Bernd Eichinger
- 2002 : Bibi Blocksberg, l'apprentie sorcière de Hermine Huntgeburth : Rabia
- 2006 : Bibi Blocksberg et le secret des chouettes bleues de Franziska Buch : Rabia
- 2003 : Qui est cette femme ? de Matthias Glasner
- 2004 : Les truands cuisinent (Basta – Rotwein oder Totsein) de Pepe Danquart : Maria
- 2005 : La Chute d'Oliver Hirschbiegel : Magda Goebbels
- 2006 : Les Particules élémentaires d'Oskar Roehler
- 2006 : Le Parfum : histoire d'un meurtrier de Tom Tykwer
- 2006 : An die grenz (A la frontière) de Urs Egger
- 2008 : Berlin Calling de Hannes Stöhr
- 2008 : L'Absent (Im Winter ein Jahr) de Caroline Link
- 2009 : La Disparition de Julia de Christoph Schaub
- 2012 : Home for the Weekend d'Hans-Christian Schmid
- 2012 : Trois pièces, cuisine, bains (3 Zimmer/Küche/Bad) (téléfilm) de Dietrich Brüggemann
- 2013 : Finsterworld de Frauke Finsterwalder
- 2019 : Lara Jenkins de Jan-Ole Gerster
- 2020 : L'Ordre des choses de Natja Brunckhorst
- 2022 : Le Rêve de l'okapi (Was man von hier aus sehen kann) d'Aron Lehmann : Selma
- 2024 : La Partition (Sterben) de Matthias Glasner
- 2024 : Suceurs de sang, une comédie marxiste de vampires (Blutsauger) de Julian Radlmaier (de)

## Distinctions
- Festival international du film de Karlovy Vary 1988 : Meilleure actrice pour The Actress (Die Schauspielerin)[3]
- Festival international du film de Karlovy Vary 2019 : Meilleure actrice pour Lara[4]